# Szekessya hypophloeoides
Szekessya hypophloeoides is een keversoort uit de familie platsnuitkevers (Salpingidae). De wetenschappelijke naam van de soort werd in 1955 gepubliceerd door Zoltán Kaszab.